# Saint-Julien-en-Genevois
Saint-Julien-en-Genevois (früher italienisch San Giuliano) ist eine französische Gemeinde im Département Haute-Savoie in der Region Auvergne-Rhône-Alpes. Es ist Hauptort des Kantons Saint-Julien-en-Genevois und auch Hauptort (Unterpräfektur) des Arrondissements Saint-Julien-en-Genevois.

## Geographie
Saint-Julien-en-Genevois liegt auf 461 m über dem Meeresspiegel, etwa neun Kilometer südwestlich der Stadt Genf (Luftlinie). Die Stadt erstreckt sich in der Talniederung der Aire und ihrer Quellbäche, am südlichen Rand des Genfer Beckens, im Genevois nordwestlich des Salève, in unmittelbarer Nähe der Grenze zur Schweiz.
Die Fläche des 10,59 km² großen Gemeindegebiets umfasst einen Abschnitt des Genevois. Das Hauptsiedlungsgebiet von Saint-Julien-en-Genevois befindet sich im Tal der Arande (später Aire), die von Osten nach Westen fließt, und auf dem nördlich anschließenden Plateau. Westlich der Stadt zeichnet der Flusslauf einen scharfen Bogen, wendet sich nach Norden und erreicht die Plaine de l’Aire, deren südlichster Abschnitt ebenfalls zu Saint-Julien-en-Genevois gehört. Nach Süden erstreckt sich das Gemeindeareal auf das Plateau, das leicht gegen Mont Sion und Salève ansteigt und von den Tälern der Quellbäche der Aire (darunter der Nant de Feigères) untergliedert wird. Hier wird mit 530 m die höchste Erhebung von Saint-Julien-en-Genevois erreicht.
Zu Saint-Julien-en-Genevois gehören neben der eigentlichen Stadt auch verschiedene Dörfer und Weiler, nämlich von West nach Ost:
- Crache (455 m) am Rand eines Trockentals westlich der Aire
- Norcier (422 m) am Südwestrand der Plaine de l’Aire
- Thairy (440 m) im Tal der Aire
- Thérens (427 m) an der Aire, am Südrand der Ebene
- Cervonnex (510 m) auf dem Plateau östlich des Tals des Nant de Feigères
- Lathoy (492 m) auf dem Plateau südlich des Tals der Arande

Nachbargemeinden von Saint-Julien-en-Genevois sind Archamps im Osten, Neydens und Feigères im Süden, Viry im Westen sowie die schweizerischen Gemeinden Soral, Perly-Certoux und Bardonnex im Norden.

## Geschichte

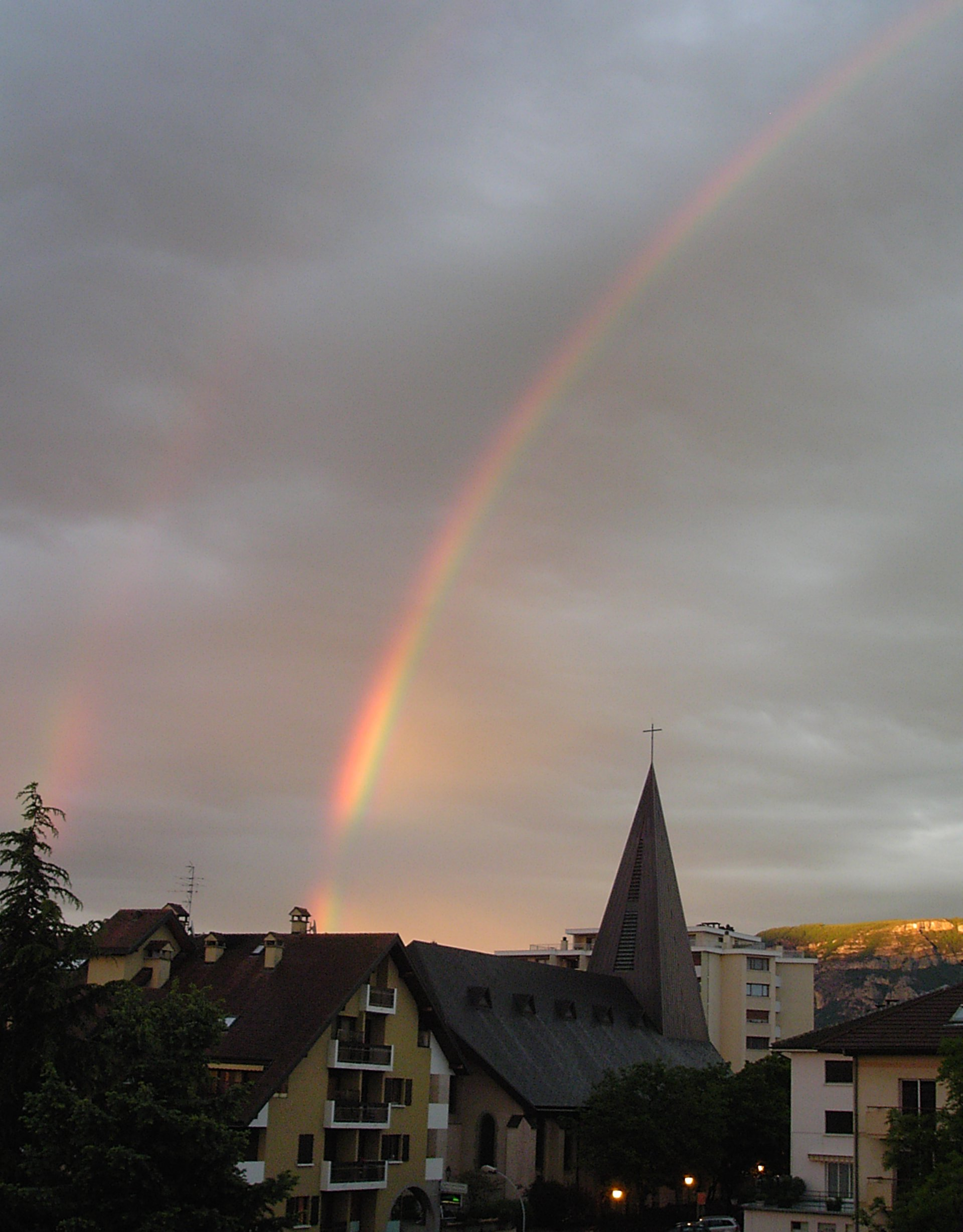
Blick über die Dächer von Saint-Julien-en-Genevois

Das Gemeindegebiet von Saint-Julien-en-Genevois war bereits in vorgeschichtlicher Zeit und während der Römerzeit besiedelt. Erstmals urkundlich erwähnt wird der Ort im 13. Jahrhundert. Namensgebend war der hl. Julianus von Brioude, ein christlicher Märtyrer aus dem römischen Gallien. Lange Zeit war Saint-Julien-en-Genevois zwischen dem Bischof von Genf und den Grafen von Genf einerseits sowie den Savoyern andererseits umstritten. Von 1536 bis 1567 gehörte es zur Vogtei Ternier unter Berner Herrschaft. In dieser Zeit wurde auch die Reformation eingeführt. 
Anfang des 17. Jahrhunderts kam das Dorf an Savoyen und teilte fortan dessen Schicksal. Bis 1893 hieß das Dorf Saint-Julien, dann wurde, um Verwechslungen mit anderen Orten gleichen Namens zu vermeiden, der Zusatz en-Genevois hinzugefügt. Gebietsveränderungen gab es 1926, als der Weiler Cervonnex von Feigères abgetrennt und nach Saint-Julien-en-Genevois inkorporiert wurde, und 1965 mit der Eingemeindung des vorher selbständigen Thairy.

## Bevölkerung
Mit 15.925 Einwohnern (1. Januar 2022) gehört Saint-Julien-en-Genevois zu den großen Gemeinden des Départements Haute-Savoie. Seit den 1950er-Jahren wurde ein kontinuierliches starkes Bevölkerungswachstum verzeichnet, das bis heute anhält. Außerhalb des alten Ortskerns entstanden zahlreiche Ein- und Mehrfamilienhäuser sowie Wohnblöcke.
| Jahr                       | 1901  | 1954  | 1962  | 1968  | 1975  | 1982  | 1990  | 1999  | 2009   | 2017   |
| -------------------------- | ----- | ----- | ----- | ----- | ----- | ----- | ----- | ----- | ------ | ------ |
| Einwohner                  | 1.432 | 2.253 | 3.167 | 3.872 | 6.212 | 6.795 | 7.922 | 9.191 | 11.598 | 14.258 |
| Quellen: Cassini und INSEE |       |       |       |       |       |       |       |       |        |        |

## Sehenswürdigkeiten
Saint-Julien-en-Genevois besitzt eine Kirche, die ursprünglich aus dem Hochmittelalter stammt, und ein im 20. Jahrhundert errichtetes Gotteshaus. Ruinen der mittelalterlichen Schlösser La Poype und Ternier sind erhalten. Das Château de Thairy stammt aus dem 13. Jahrhundert.

## Wirtschaft und Infrastruktur
Saint-Julien-en-Genevois war bis zu Beginn des 20. Jahrhunderts ein vorwiegend durch die Landwirtschaft geprägtes Dorf. Noch heute besitzt die Landwirtschaft einen gewissen Stellenwert. Auf den fruchtbaren Böden der Plaine de l’Aire wird Acker- und Gemüsebau betrieben, und an den sonnenexponierten Hängen bei Norcier und Crache gibt es Weinbauflächen. Seit den 1950er-Jahren entwickelte sich das Dorf allmählich zu einem urbanen Zentrum und gehört mittlerweile zur Agglomeration von Genf. Heute gibt es zahlreiche Betriebe des Klein- und Mittelgewerbes, sowie verschiedene Industrien, Bau- und Handelsfirmen und Unternehmen des Dienstleistungssektors.
Saint-Julien-en-Genevois ist Standort eines Regionalspitals und teilt zusammen mit Bardonnex die Autobahnzollanlage an der Verbindung Lausanne-Genf-Frankreich (A1/A40/A41). Zahlreiche Erwerbstätige sind auch Wegpendler, die als Grenzgänger in der Agglomeration Genf arbeiten. In umgekehrter Richtung haben sich in Saint-Julien-en-Genevois Freizeitbetriebe angesiedelt, darunter eine Großraumdiskothek, ein Spassbad und ein Spielcasino, deren Angebote sich gleichermaßen an die Schweizer Bevölkerung und an das französische Umland richten.   
Die Gemeinde ist verkehrsmäßig sehr gut erschlossen. Sie liegt an der Kreuzung der Hauptstraßen von Genf nach Annecy und von Annemasse nach Bellegarde-sur-Valserine. Südöstlich von Saint-Julien-en-Genevois liegt das Autobahnkreuz, an dem die Schweizer A1 und die A41 (Saint-Julien-en-Genevois-Annecy) von der A40 (Lyon-Bellegarde-Annemasse) abzweigen. Der nächste Anschluss an die Autobahn A40 befindet sich in einer Entfernung von rund zwei Kilometern. Saint-Julien-en-Genevois besitzt einen Bahnhof an der Eisenbahnlinie Annemasse–Bellegarde, die derzeit von einem Regionalexpress bedient wird. Eine grenzüberschreitende Buslinie der TPG verbindet Saint-Julien-en-Genevois mit dem Zentrum von Genf. 

## Internationale Kontakte und Partnerschaften
- Saint-Julien-en-Genevois pflegt seit dem 13. Januar 1990 eine Städtepartnerschaft mit Mössingen in Baden-Württemberg (Deutschland).
- Das Lycée „Mme de Stael“ in Saint-Julien-en-Genevois pflegt seit 2001 eine Schulpartnerschaft zum Adolph-Diesterweg-Gymnasium Plauen in Sachsen.

## Persönlichkeiten
- Tess Arbez (* 1997), irisch-französische Skirennläuferin
- Rémi Cusin (* 1986), Radrennfahrer
- Younès Kaboul (* 1986), französischer Fußballspieler marokkanischer Herkunft
- Jacques Michaud (* 1951), Radrennfahrer
- Michel-Marie Pacthod (1764–1830), General der Infanterie
- Markus-Oliver Schwaab (* 1964), deutscher Ökonom
- Ugo Blanchet (* 1999), Tennisspieler